# 電磁超表面

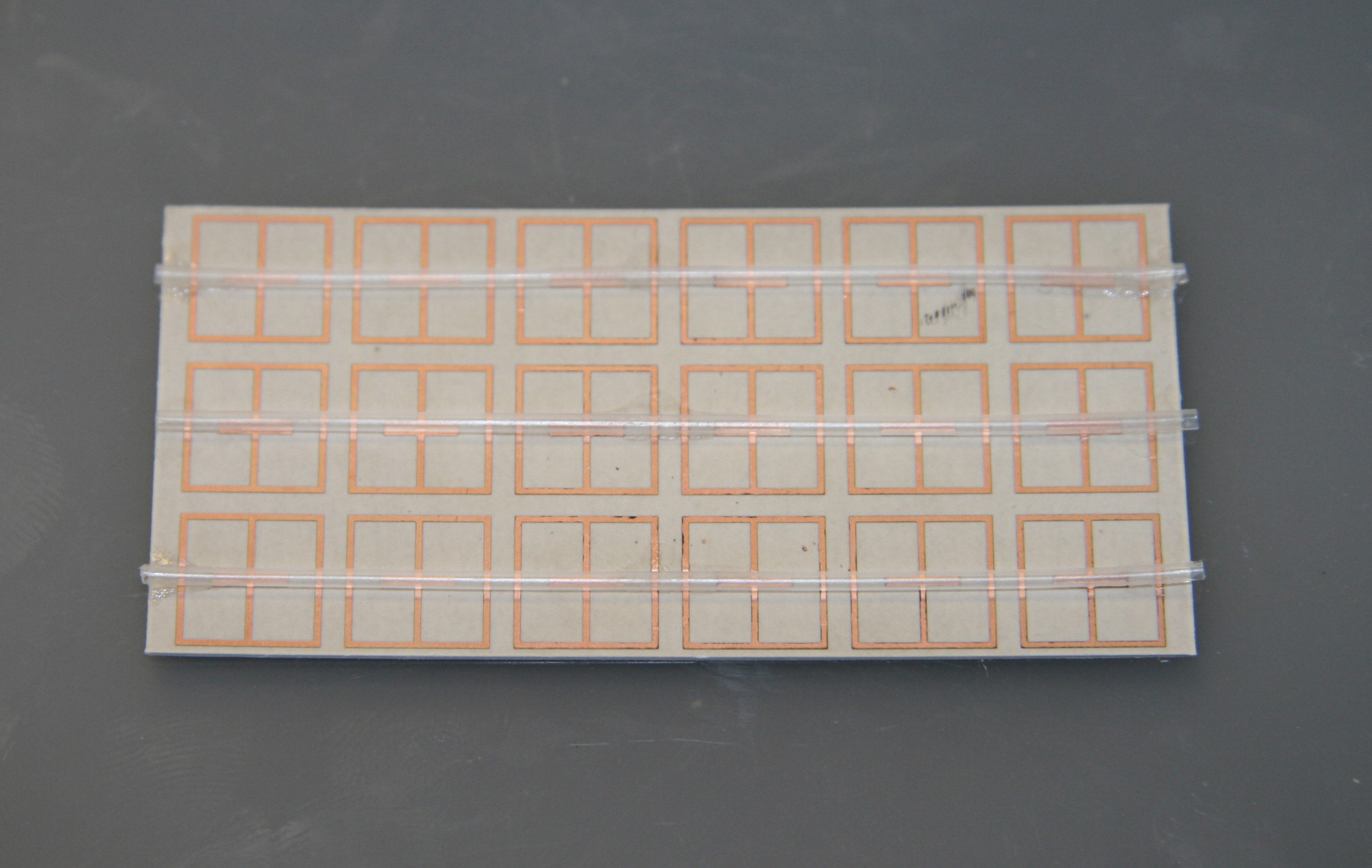
液態可調諧電磁超表面

電磁超表面、磁超表面（electromagnetic metasurface）、超表面（metasurface）是指具有亞波長厚度的人造片材。亞波長尺度的圖案，可以有結構化，也可以沒結構化。
電磁理論中超表面通過特定邊界條件而不是三維空間的本構參數調製電磁波，這在天然材料和超材料很常見。超表面也可以指超材料的二維對應物。
還有2.5D超表面涉及三維自訂其額外自由度功能。

## 定義
研究人員以多種方式定義了超表面。

1, 
“An alternative approach that has gained increasing attention in recent years deals with one- and two-dimensional (1D and 2D) plasmonic arrays with subwavelength periodicity, also known as metasurfaces. Due to their negligible thickness compared to the wavelength of operation, metasurfaces can (near resonances of unit cell constituents) be considered as an interface of discontinuity enforcing an abrupt change in both the amplitude and phase of the impinging light”.
近年涉及具亞波長週期性的一維二維等離子體陣列一一「超表面」駸駸日上。由於與操作波長相比，超表面厚度可忽略不計，因此超表面（接近晶胞成分的共振）可視為不連續的介面，迫使撞擊光的振幅和相位驟變。

2, 
“Our results can be understood using the concept of a metasurface, a periodic array of scattering elements whose dimensions and periods are small compared with the operating wavelength”.
我們的結果可用超表面的概念理解，超表面是週期性散射元素陣列，其尺寸和週期與工作波長相比很小。

3, 
“Metasurfaces based on thin films”. A highly absorbing ultrathin film on a substrate can also be considered as a metasurface, with properties not occurring in natural materials. Following this definition, the thin metallic films such as that in superlens are also the early type of metasurfaces.
「基於薄膜的超表面」。基板的高吸收性超薄膜也可認為是超表面，天然材料不存在其特性。根據這定義，超透鏡的金屬薄膜也是早期超表面類型。

## 歷史
電磁超表面的研究由來已久。早在1902年，羅伯特·威廉斯·伍德就發現亞波長金屬光柵反射光譜具有暗區。這現象命名為伍德異常，並引領在金屬表面激發的特定電磁波，表面等離子體極化激元的發現。隨後，另一重要現象，列維-奇維塔關係發現了亞波長厚膜可導致電磁邊界條件驟變。，
一般來說，超表面可以包括一些傳統微波頻譜概念，例如頻率選擇表面（FSS）、阻抗片、甚至歐姆片。微波條件下，這些超表面的厚度可以遠小於操作波長（例如，波長的1/1000），因為對於高導電金屬來說，集膚深度可能很小。最近，一些新現象證明，如超表面能超寬頻相干。結果表明，0.3nm薄膜可吸收射頻、微波和太赫茲頻率上的所有電磁波。

光學應用中，抗反射塗層也可以被視為一種簡單的超表面，正如瑞利勳爵首先觀察到的那樣。
近年開發了幾種新超表面，包括等離子體超表面、基於幾何相位的超表面、基於阻抗片的超表面和滑動對稱超表面。

## 應用
超表面一重要應用是通過向入射波賦予局部梯度相移控制電磁波的波前，推廣古代反射和折射定律。這樣，超表面可以用作平面透鏡、照明透鏡、平面全息圖、渦旋發生器、光束偏轉器、軸心等。
除了梯度超表面透鏡外，基於超表面的超透鏡通過使用倏逝波提供了波前的另一種程度控制。利用超薄金屬層中的表面等離子體，可以實現完美的成像和超解析度光刻，這打破了所有光學透鏡系統都受到衍射限制的普遍假設，這種現象稱為衍射極限。
另一有前景的應用是在隱形技術領域。目標的雷達截面通常透過輻射吸收材料或透過目標的特定形狀縮小，以將散射能量重新引導遠來源。不幸是輻射吸收材料頻帶功能很窄，限制了目標空氣動力學性能。但已合成超表面可使用任一陣列理論或廣義斯涅耳定律將散射能量從源重定向。這使得目標具有空氣動力學上有利的形狀並減少降低目標雷達截面。
超表面還可以與光波導集成，控制引導電磁波。可以支援元波導的應用，例如集成波導模式轉換器、結構光生成、多功能多路複用器和光子神經網路。
此外，超表面還應用於電磁吸收器、偏振轉換器和光譜濾光片。超表面賦能的新型生物成像和生物感測設備也已出現並被報導。
對於許多基於光學的生物成像設備，其體積和沉重的物理重量限制了它們在臨床環境中的使用。

## 模擬
為有效地分析這種平面光學超表面，基於棱鏡的演算法允許平面幾何形狀最佳的三角棱柱空間離散化。與傳統四面體方法相比，基於稜鏡演算法具更少元素，帶來更高計算效率。模擬工具已在線發佈，用戶能用自定義圖元圖案高效分析超表面。

## 光學特性
因為所涉及光學特性通常包括相位和偏振特性，表征光域中的超表面需要先進的成像方法。2020年的研究表明，向量疊印法成像計算成像方法似乎非常相關。即使在大型標本上也將鐘斯矩陣映射與微觀橫向解析度相結合。